# Tempel des Ramses II. von Abydos

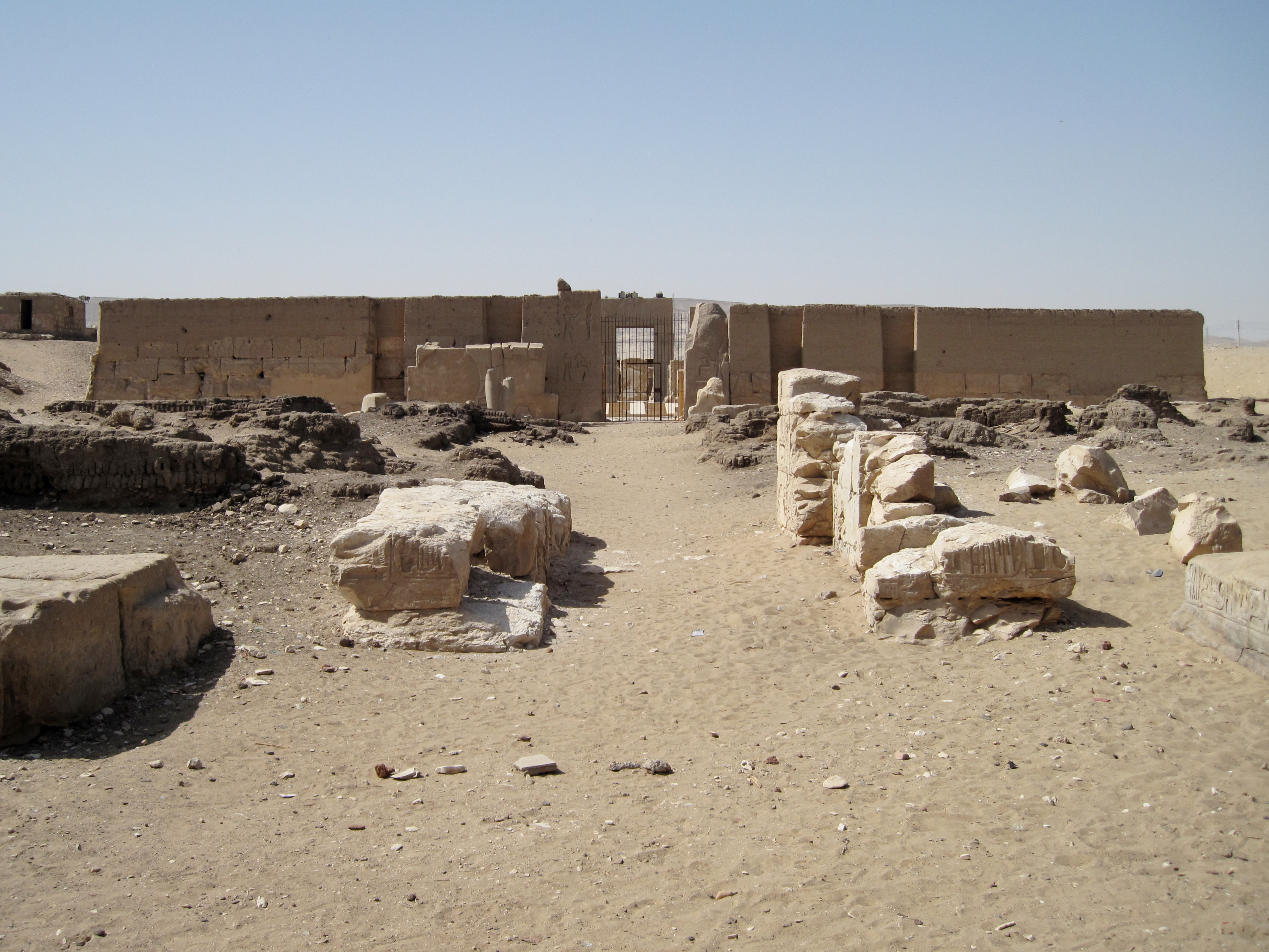
Tempelansicht von Nordosten

Der Tempel des Ramses II. von Abydos ist ein im 13. Jahrhundert v. Chr. durch König (Pharao) Ramses II. (1303–1213 v. Chr.) in der altägyptischen Stadt Abydos errichtetes Millionenjahrhaus, ein vor allem der gottähnlichen Erhebung des Königs dienender Kultbau. Die Ruinen des Tempels befinden sich am Südwestrand des heutigen Siedlungsgebietes von Arāba el-Madfūna und etwa 270 Meter nordwestlich des Totentempels Sethos’ I., des Vaters Ramses’. Die altägyptische Stätte Abydos liegt im Gouvernement Sauhadsch, etwa 45 Kilometer südöstlich des Verwaltungszentrums Sohag und 90 Kilometer nordwestlich von Luxor. Der Tempel Ramses’ II. war der abydenischen Triade, den Göttern Osiris, Isis und Horus, sowie einigen Gastgöttern und dem Königskult gewidmet.

## Geschichte
Abydos erstreckte sich im Altertum über acht Kilometer entlang des Wüstenrandes. Dazu gehörten Siedlungen, Schreine, Gedenkstätten und Gräber. Schon die Könige der ersten und zweiten Dynastie der frühdynastischen Zeit Ägyptens sowie deren Vorfahren errichteten in der Wüstenebene innerhalb einer Bucht des hier zurückweichenden Libyschen Plateaus ihre Grabmale. Später brachte man das Gebiet mit der Grabstätte des Osiris in Verbindung, dem mythischen göttlichen König und Herrscher über das Reich der Toten. Durch den daraus resultierenden Osiris-Kult wurde Abydos als Pilgerort zu einem kulturellen Zentrum Ägyptens.
Sethos I., Herrscher des Neuen Reiches, errichtete 1,5 Kilometer östlich der Königsnekropole der ersten beiden altägyptischen Dynastien in Umm el-Qaab auf einer Fläche von 220 × 273 Metern sein Millionenjahrhaus, dessen aus Kalkstein bestehendes Hauptgebäude 157 Meter lang und 56 Meter breit war. Der Abschluss der Arbeiten an diesem größten Gebäude von Abydos erfolgte erst durch seinen Sohn Ramses II., der danach selbst einen solchen Tempel nordwestlich des Sethos-Tempels errichtete. Der um 1250 v. Chr. errichtete Tempel Ramses’ II. war kleiner als der seines Vaters und ist heute in einem schlechteren Erhaltungszustand. So ist der erste Hof des Ramses-Tempels kaum noch zu erkennen und die Dächer fehlen dem Gebäude fast vollständig.
Der mittelalterliche arabische Historiker al-Maqrīzī scheint die Tempelstätte von Abydos beschrieben zu haben, wobei er sie mit dem Tempel von Achmim verwechselte. Anfang des 18. Jahrhunderts wurde Abydos durch den reisenden Jesuitenpater Claude Sicard erwähnt, bevor Wissenschaftler der Napoleonischen Expedition die Stätte kartierten. Im 19. Jahrhundert beschrieben erstmals Archäologen die Tempelanlagen, in den 1820er Jahren Robert Hay und in den 1840er Jahren Karl Richard Lepsius. Durch Auguste Mariette wurden die Tempel Sethos’ I. und Ramses’ II. im Jahr 1863 freigelegt und untersucht. Viele der Inschriften wurden veröffentlicht. Im Gegensatz zum Sethos-Tempel ist der Ramses-Tempel bis in die Gegenwart weniger erforscht.
Die Ursache für heute fehlende Teile des Tempels Ramses’ II., wie den größten Teil des Daches und mehr als die Hälfte der Mauerschichten, ist in der Nutzung des Tempels als Steinbruch für den Bau neuer Häuser zu sehen. Aus der im Süden des Tempels gelegenen Kapelle der königlichen Vorfahren wurde 1837 die Königsliste, ein unvollständig erhaltenes Duplikat der Königsliste des Sethos-Tempels, von William John Bankes ausgegraben und durch das Britische Museum in London erworben, wo sie sich derzeit befindet. Erst Anfang 2020 wurden bei Ausgrabungen des Institute for the Study of the Ancient World der New York University an der Südwestecke des Tempels die Gründungsbeigaben gefunden.

## Beschreibung

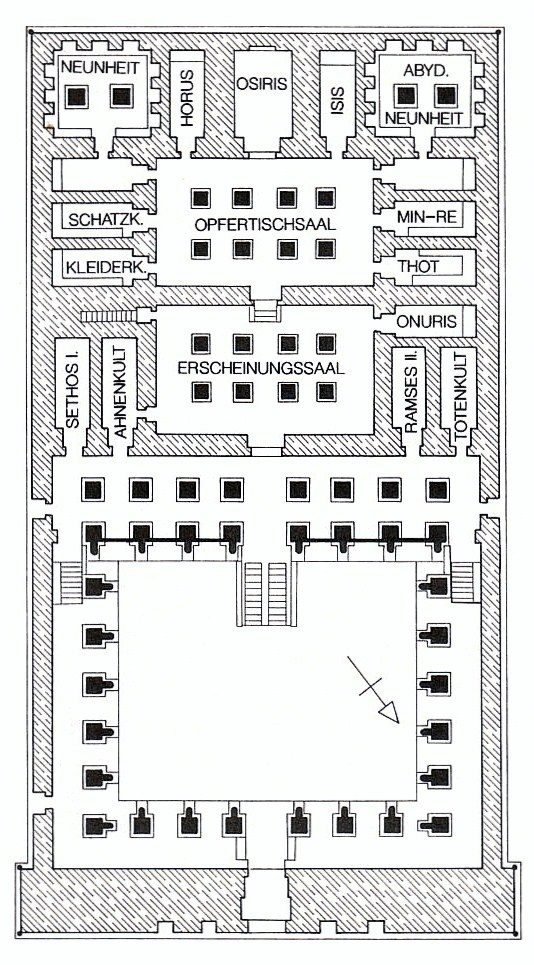
Plan des Tempels

Der Bauplan des Tempels Ramses’ II. gleicht denen, die für die Tempel des Neuen Reiches typisch sind. Zwei Pylonen folgte auf einer Längsachse je ein offener Hof. An den zweiten Hof schlossen sich zwei erhöht stehende Säulenhallen hinter einem mit Säulen bestandenen Eingangstor an. Den hinteren Teil bildete das Heiligtum, in diesem Fall mit den drei Sanktuaren der Haupt- und sechs der Gastgötter. Ob der Tempel eine Umfassungsmauer besaß, ist nicht bekannt, da auf dem umgebenden Gelände bisher kaum Ausgrabungen durchgeführt wurden. Sie fehlt ebenso wie die beiden Pylone und große Teile des ersten Hofes. Von diesem sind nur das Granitfundament des Eingangsbereiches und Reste einer kleinen Festkapelle an der Südostseite erhalten.

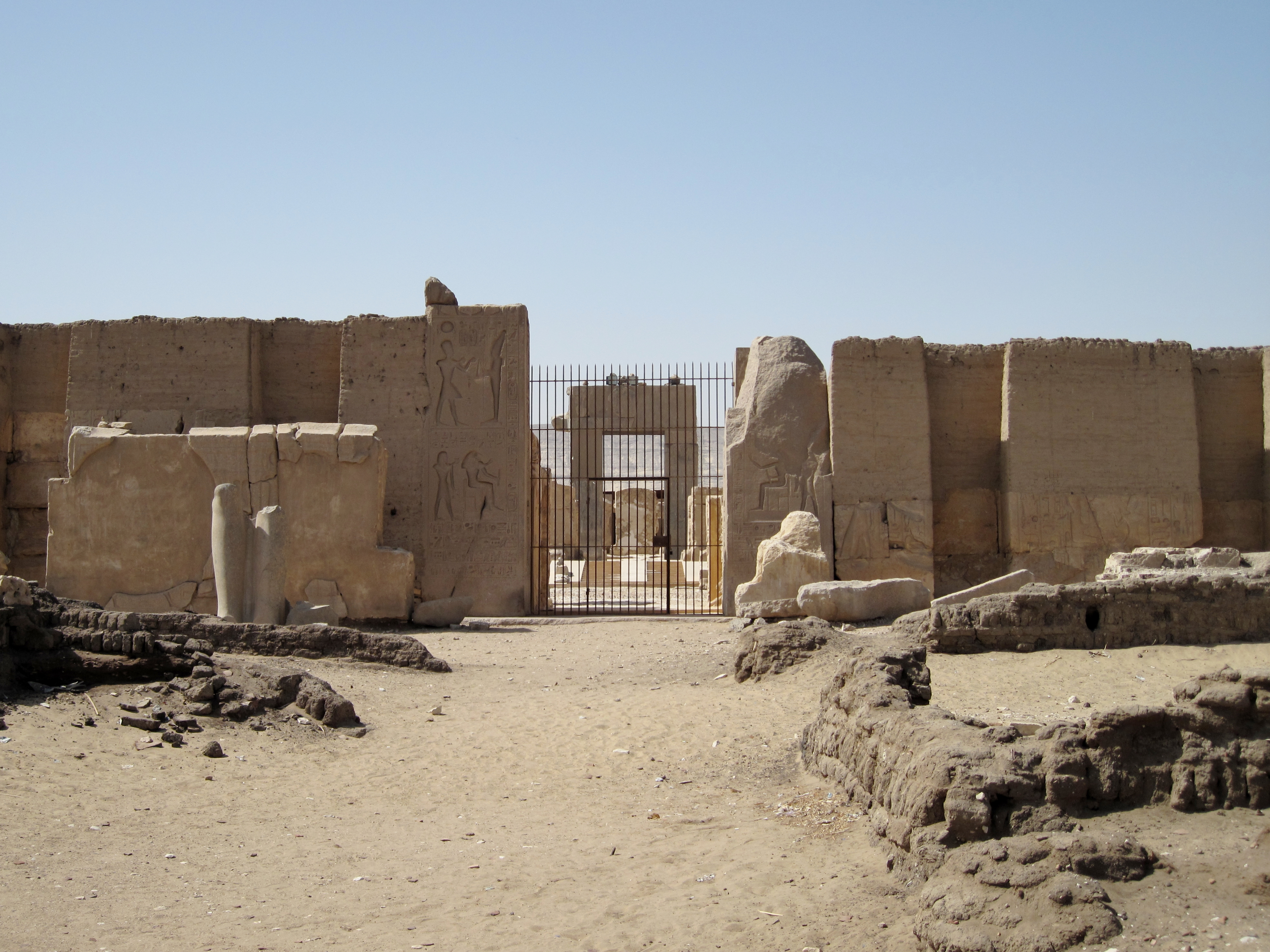
Eingang vom ersten zum zweiten Hof

Der Durchgang zum zweiten Hof wird durch ein neuzeitliches Metallgittertor verwehrt. Durch dieses Tor, in den Innenbereich des Tempels, gelangt man nach Erwerb einer Eintrittskarte vor dem Tempel Sethos’ I. Am Eingang zum zweiten Hof stehen die noch vorhandenen senkrechten Teile des Portals des zweiten Pylonen. In die Portalpfosten aus Rosengranit sind Reliefs eingearbeitet, die Figuren und Hieroglyphen zeigen. An den unbeschädigten Stellen erkennt man im oberen Bereich der Nordostseite den vor Osiris stehenden König Ramses II., darunter den sitzenden Gott der Schreiber, den ibisköpfigen Thot, wie er den Stein mit der Hieroglyphenschrift versieht. Der Torsturz des Portals fehlt ebenso wie die restlichen Anlagen des zweiten Pylonen.
Der zweite Hof des Tempels ist von einer halbhoch erhaltenen Mauer umgeben, die mit Reliefs verziert ist. Hier sind Opferprozessionen dargestellt, die von Priestern angeführt werden. Als Opfergaben für den Tempel erscheinen Rinder, Antilopen, Vögel und verschiedene Speisen. An der Südostwand bringt ein Priester der Königsstatue, getragen von einem anderen Priester, Weihrauch dar. Die Reliefs der Nordwestwand zeigen das Schlachten von Opfertieren. Vor den Wänden umgeben Reste von Osirispfeilern das Innere des Hofes. Als Osirispfeiler bezeichnet man die das ehemals umlaufende Dach tragenden Pfeiler mit davor aufgestellten Statuen des Gottes Osiris. Die Anzahl der Osirispfeiler betrug 26, wovon acht vor der etwas erhöhten Südwestwand und je sechs vor den anderen Seitenwänden standen.

Zweiter Hof des Tempels Ramses’ II.
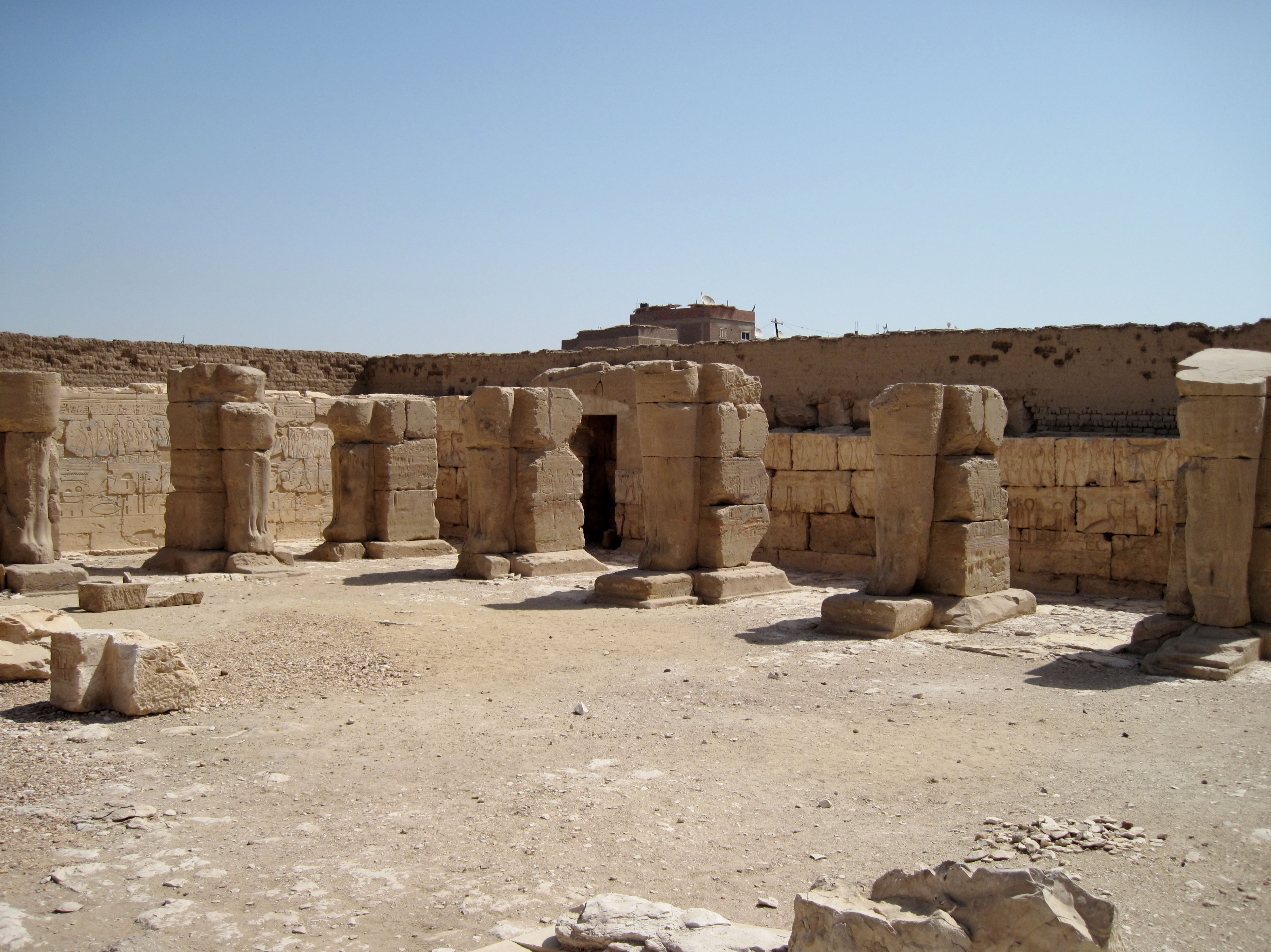
Ostseite
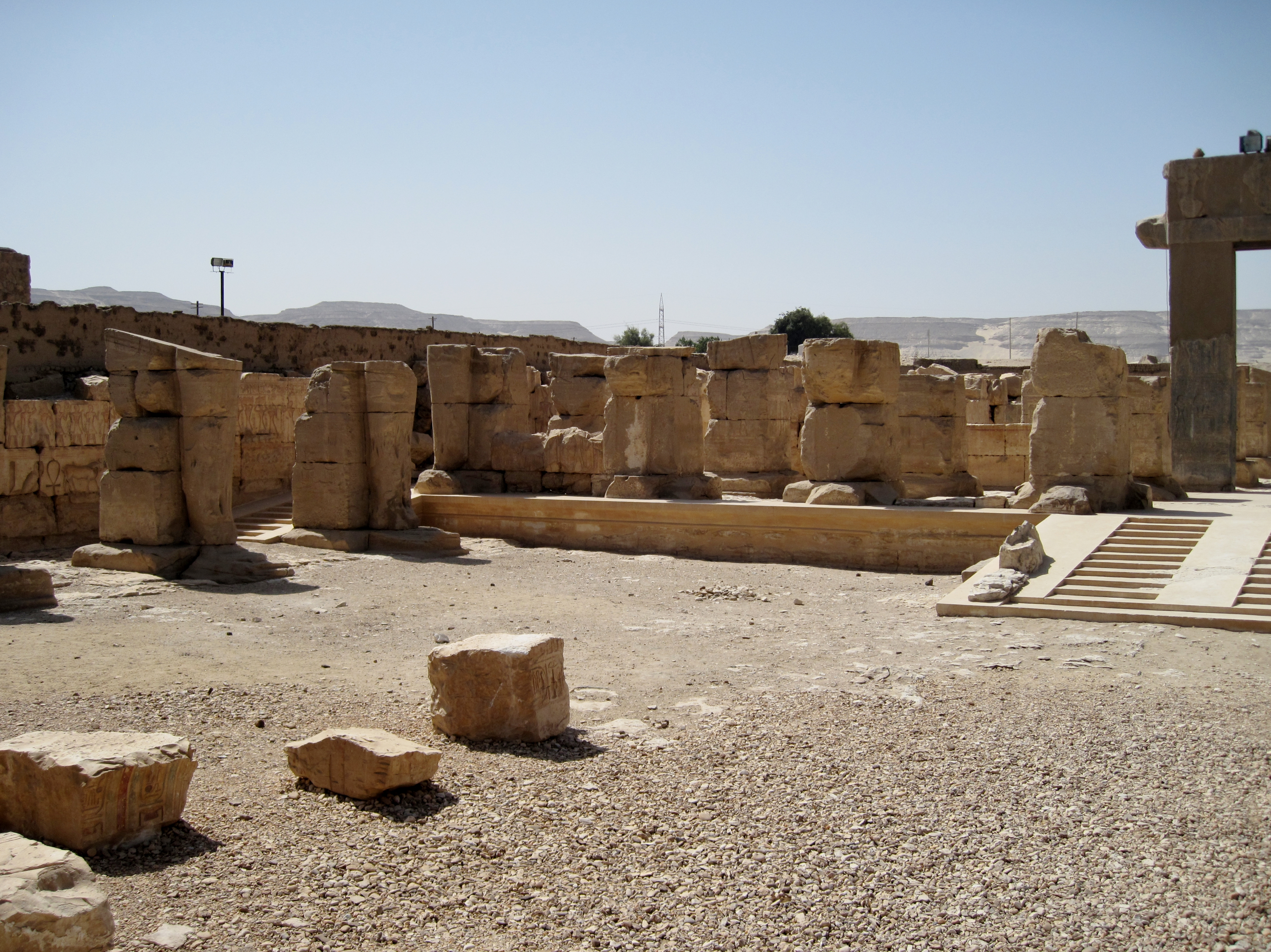
Südseite
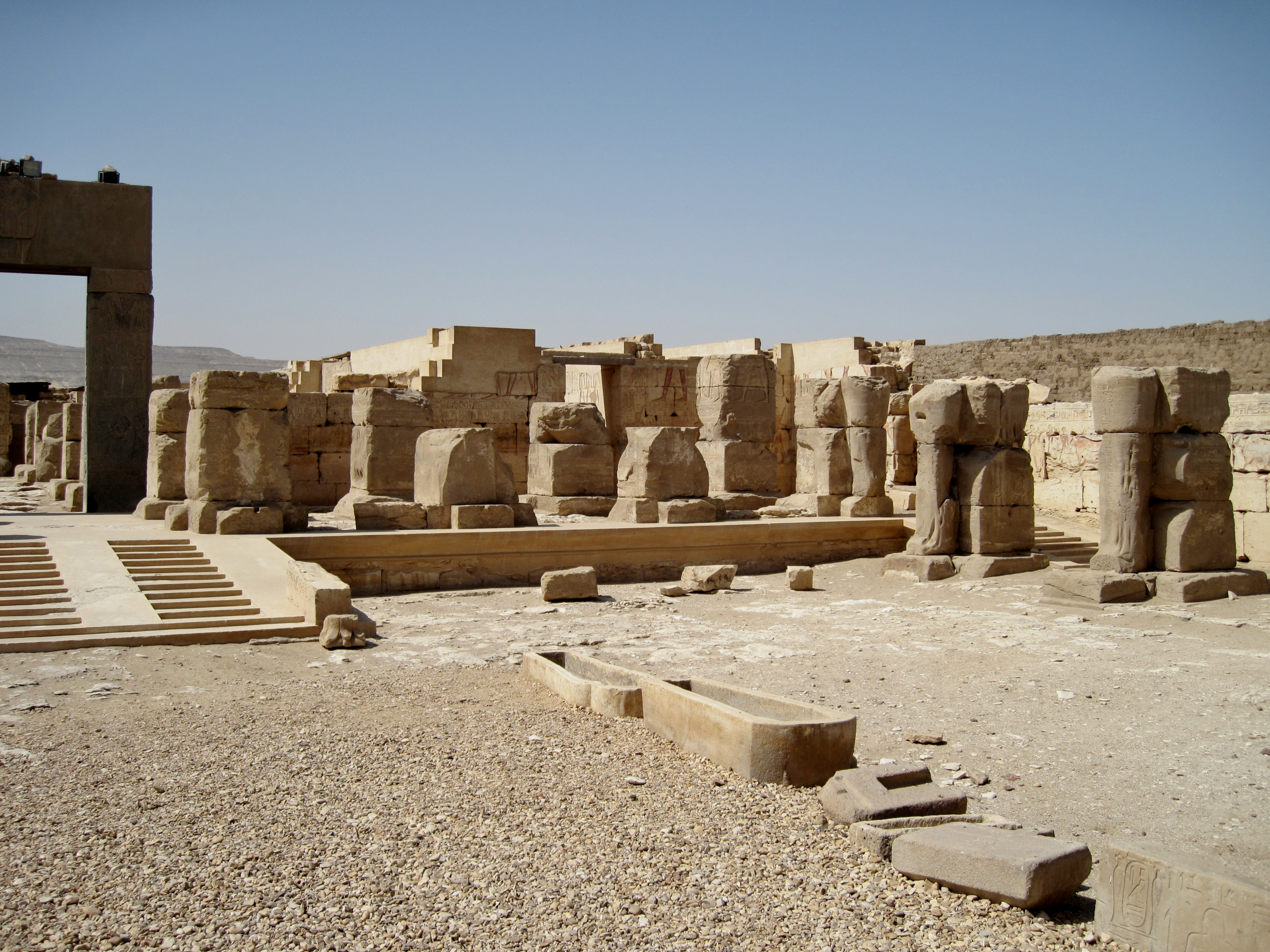
Westseite
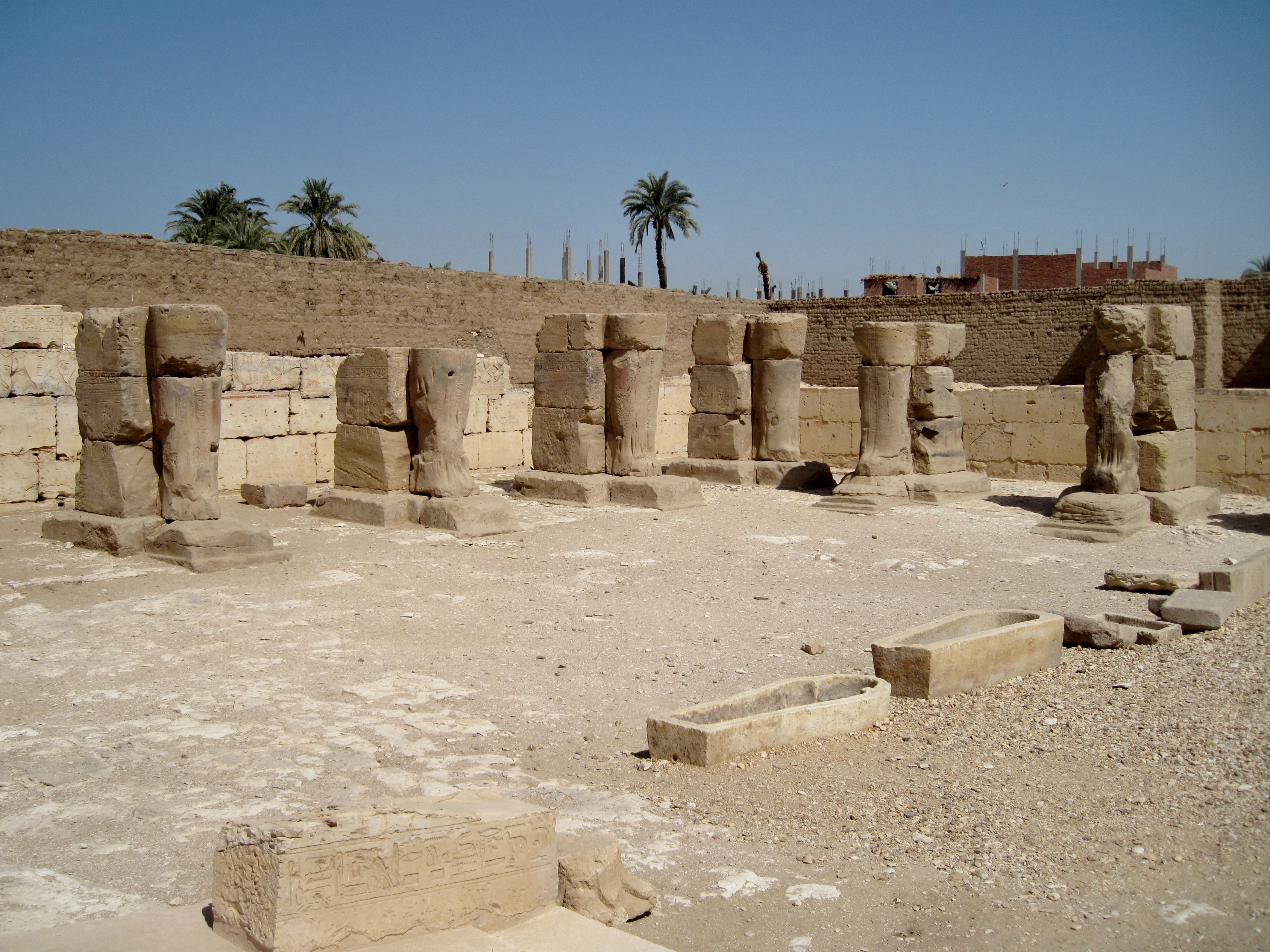
Nordseite

In der Mitte der Südwestseite des zweiten Hofes führt eine zwölfstufige Treppe auf das Niveau der ersten Pfeilerhalle hinauf. Diese auch als Hypostyl bezeichnete, ehemals überdachte Halle erreicht man durch ein Portal aus dunklem Granit, das wie das Portal vom ersten zum zweiten Tempelhof mit Reliefs verziert ist. Auch die Motive der Reliefs sind die gleichen. Sie werden ergänzt durch erhaltene obere Teile des Tores, auf denen König Ramses II. stehend vor dem Gott Horus dargestellt ist. Auf einem Teil des Sturzes ist die Göttin Isis stehend hinter dem sitzenden Osiris zu erkennen. Auch die Innenseiten des Portals weisen diese Motive auf, so im unteren Bereich den im Sitzen schreibenden Gott Thot. Um die Gesamtansicht des Tores zu rekonstruieren, wurden die erhaltenen Teile des Portals mit Beton in Originalgröße zusammengefügt. Vor dem Portal, zwischen diesem und den Osirispfeilern zum Hof, befindet sich ein mit acht Pfeilern ausgestatteter Wandelgang, der Pronaos genannt wird. Südöstlich schloss sich außen ein kleiner Tempelpalast des Königs an.

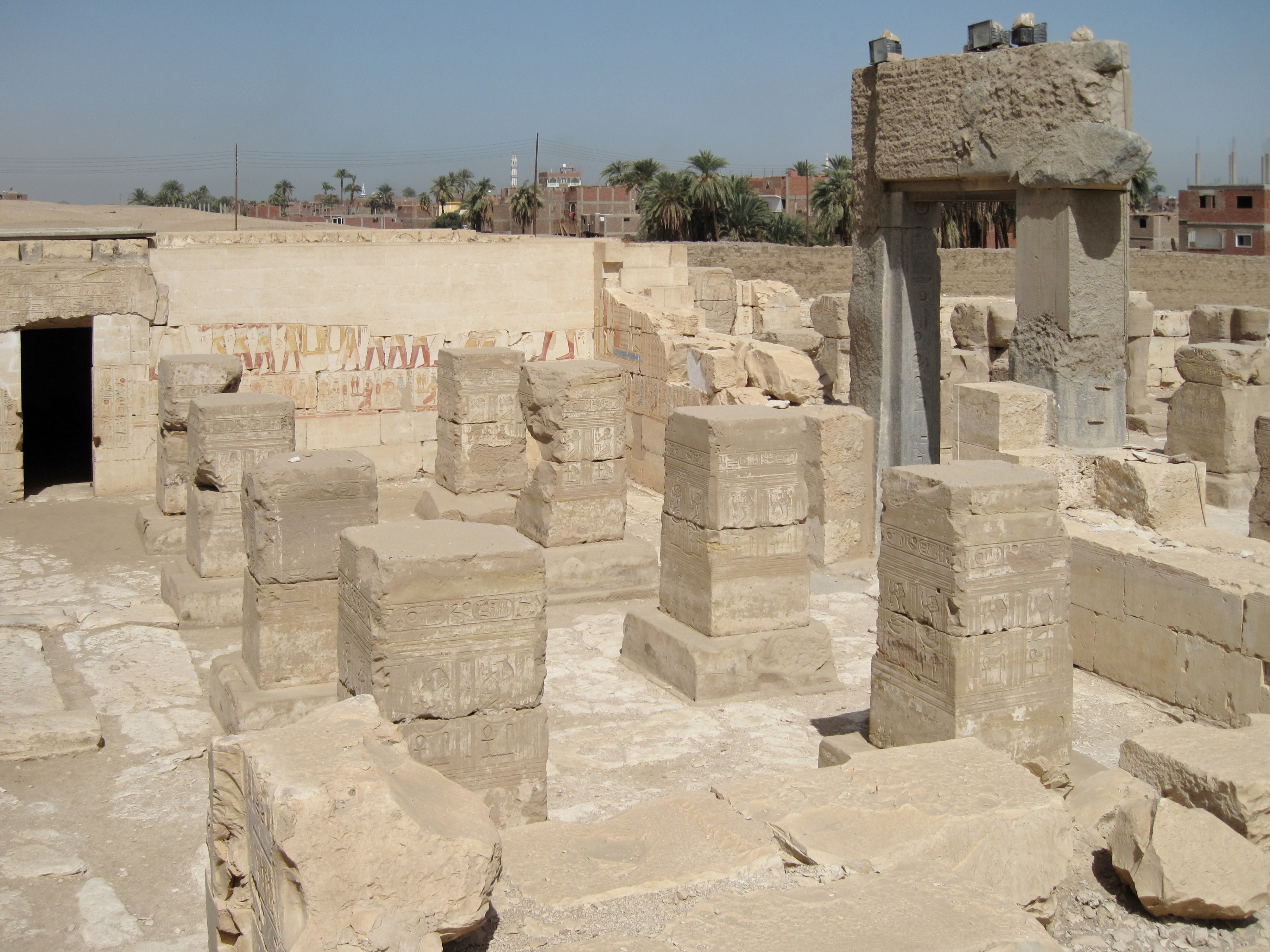
Reste der ersten Säulenhalle mit Portal und linksseitigem Eingang zur Anhor-Kapelle

Die erste Pfeilerhalle, auch als Erscheinungssaal bezeichnet, ruhte auf acht Pfeilern, je vier in zwei hintereinander angeordneten Reihen. Von den Pfeilern stehen nur noch die Sockel und je zwei übereinander liegende, mit Reliefs verzierte Blöcke. Die Farben der erhaltenen Reliefs an den Seitenwänden der Halle sind noch sehr gut erhalten. In einem umlaufenden Fries auf etwa einem Meter Höhe sind Opferdarbringungen dargestellt. Die größer ausgeführten Reliefs über dem Fries sind in der Höhe unvollständig. Seitlich an die erste Pfeilerhalle grenzen fünf Kapellen. Im Nordwesten sind dies die Kapelle Ramses’ II. und die Kapelle der Götterneunheit für den Totenkult, beide mit Zugang vom Pronaos, sowie die Kapelle von Anhor (altgriechisch Onuris) mit einer Türöffnung zur Pfeilerhalle. Im Südosten befinden sich die Kapelle Sethos’ I., die nur vom Pronaos zu betreten ist, und die Kapelle der königlichen Vorfahren, des Ahnenkults, mit Zugang sowohl vom Pronaos wie auch der Pfeilerhalle, in der sich die heute im Britischen Museum befindliche unvollständige Königsliste befand. Die beiden Kammern sind fast vollständig zerstört. Hinter beiden Kapellen führt eine Treppe von der Pfeilerhalle aufwärts.

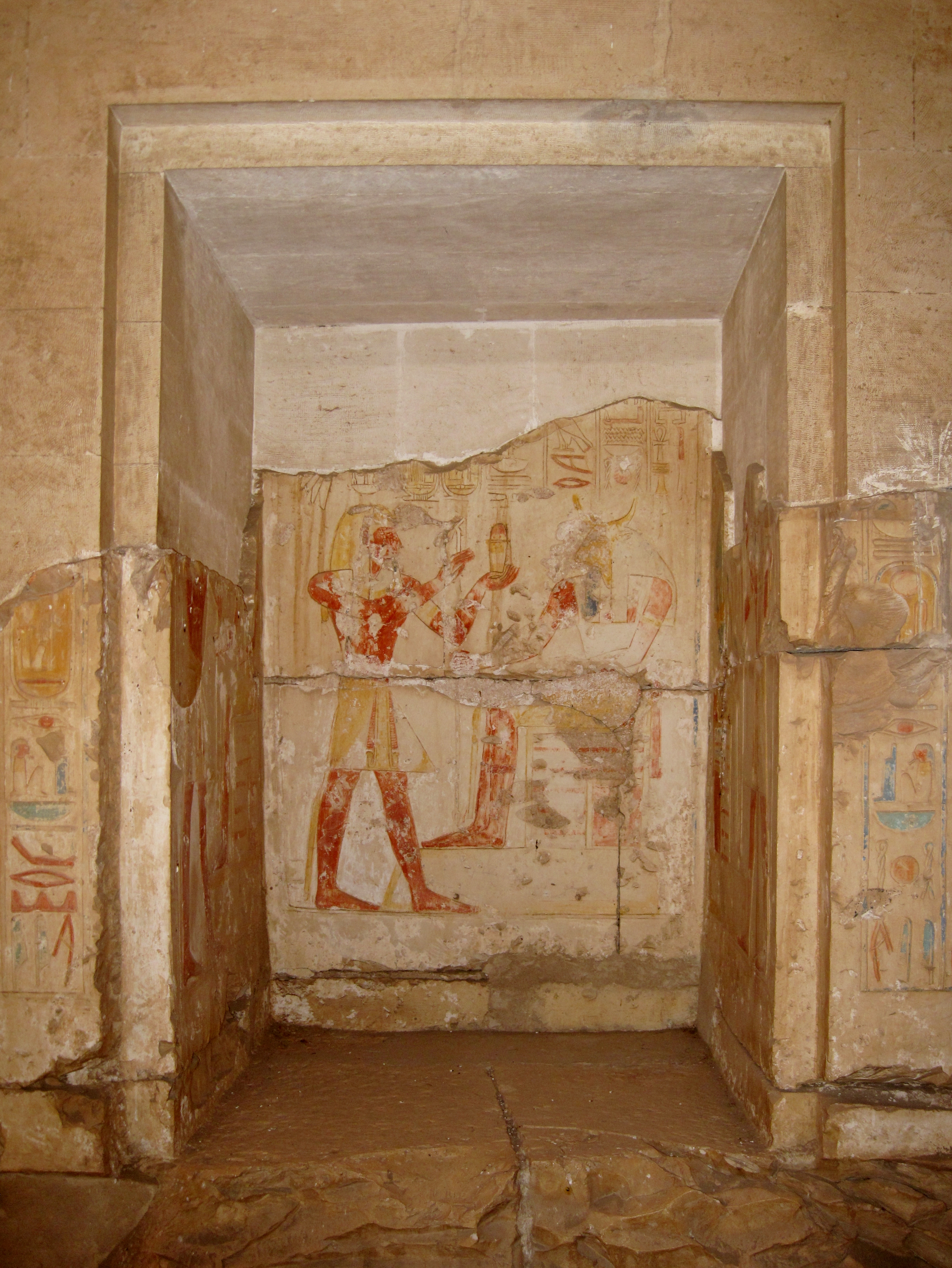
Statuennische in der westlichen Neunheitenkapelle

Von der gleich großen und auch von der Pfeileranordnung gleichen zweiten Pfeilerhalle, die auch Opfertischsaal genannt wird, gelangt man sowohl an der Nordwest- wie der Südostwand zunächst in je drei Räume. Die jeweils südöstlichen dieser Kammern dienen als Durchgang zu zwei größeren quadratischen Räumen in den hinteren Ecken des Tempels. Auch hier sind die Gebäudeteile der Südostseite des Tempels stärker beschädigt. In einem der dortigen Räume befinden sich Darstellungen von Stoffen, weshalb dieser gelegentlich als Kleiderkammer bezeichnet wird. Die eigentliche Funktion der drei Räume der Südostseite ist jedoch auf Grund der wenigen Überreste an Darstellungen nicht bekannt, möglicherweise dienten sie der Lagerung von Opfergaben. Auf der gegenüberliegenden Seite liegen die Kapellen der Gottheiten Nun und Thot, des Min und die des Osiris, die auch als Durchgangskammer zum dortigen quadratischen Raum an der Westecke des Tempels dient, der wie der südliche quadratische Eckraum der Götterneunheit gewidmet war. Außer an der Eingangsseite besitzen diese mit je zwei Pfeilern ausgestatteten Räume neun mit Reliefs versehene Nischen, jeweils drei an einer Seite, in denen wohl Götterstatuen aufgestellt waren.
An der Rückseite der zweiten Pfeilerhalle, der Südwestseite, führen drei Türöffnungen zu den Kapellen der drei Hauptgötter des Tempels. Das mittlere Heiligtum galt der Verehrung des Osiris, links daneben befand sich der Raum, der Horus geweiht war, rechtsseitig die Kapelle der Isis. Vor dem Eingang des Osirissanktuars wurde nachträglich eine Alabasterstele errichtet, die ursprünglich nicht in diesen Tempelteil gehörte. Von der ehemaligen Alabasterauskleidung des Heiligtums ist kaum noch etwas vorhanden. Das Steindach fehlt ebenso und wurde durch ein Holzbalkendach zum Schutz vor Witterungseinflüssen ersetzt.

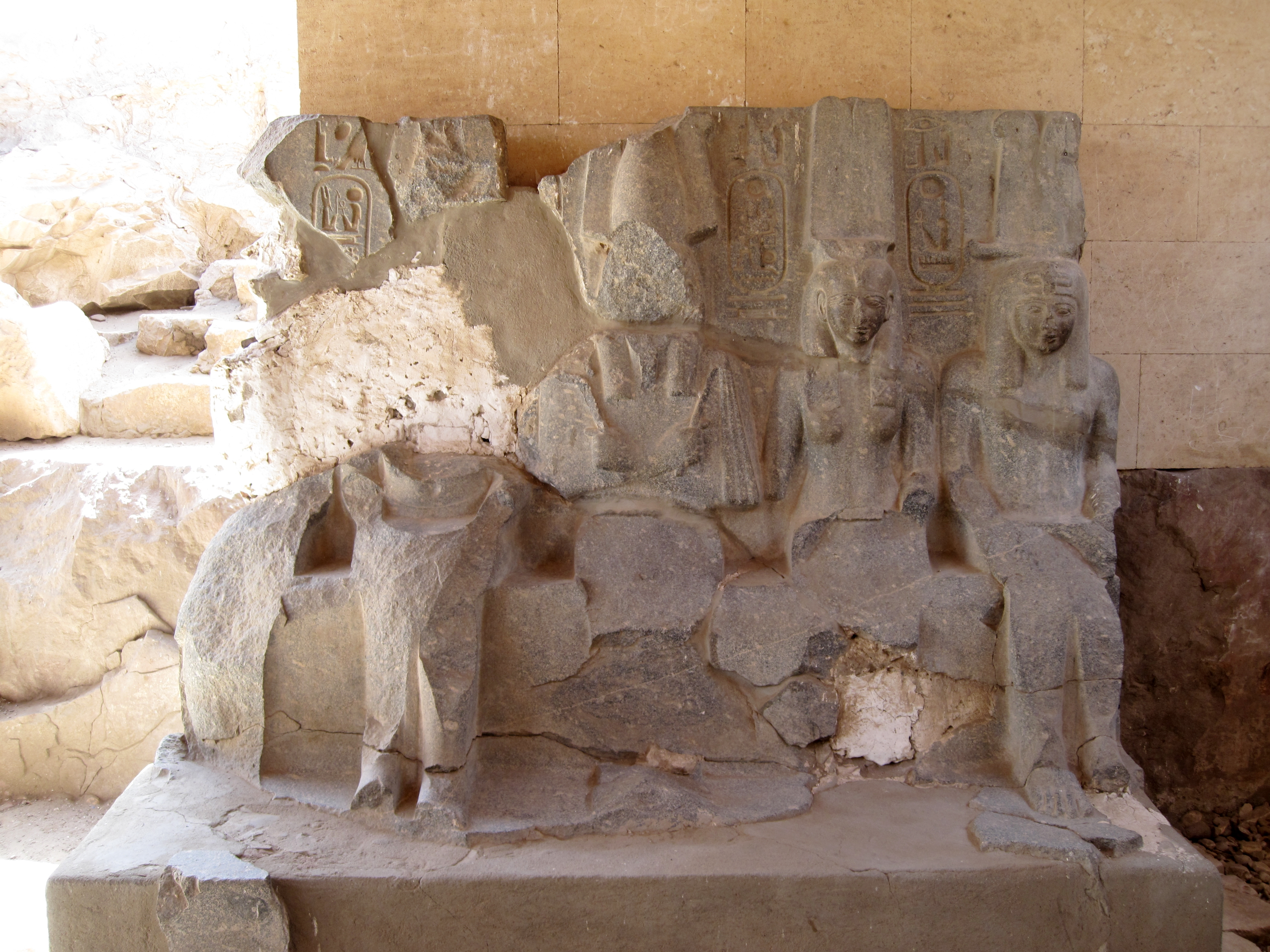
Sitzstatuengruppe mit Ramses II., Horus, Osiris, Isis und Sethos I.

An der Südostwand des Osirisheiligtums steht eine Sitzstatuengruppe mit fünf Figuren aus grauem Granit, die in diesem Raum in Trümmern aufgefunden wurde und wahrscheinlich das ehemalige Kultbild, ursprünglich aufgestellt an der Rückwand, bildete. Im Zentrum der Gruppe thront Osiris, direkt flankiert von seinem Sohn Horus (dessen Falkenkopf verlorengegangen ist) zu seiner Rechten und seiner Gemahlin Isis zur Linken. Die beiden äußersten Figuren zeigen die Herrscher Sethos I. als verstorbenen und Ramses II. als lebenden König, jeweils an den Seiten der ihrer theologischen Rolle entsprechenden Göttern Osiris bzw. Horus sitzend. Die Dokumentation des Tempels durch Klaus-Peter Kuhlmann von 1982 zeigt den heute nicht mehr vorhandenen Kopf Ramses’ II. noch in situ. Dieser wurde wahrscheinlich im Herbst 1984 abgeschlagen und bereits 1995 in einer Ausstellung in San Antonio gezeigt, ohne dass dessen Herkunft und Identität als Hehlerware erkannt wurde. Im Juli 2015 konnte Joachim Willeitner den Kopf in einem Auktionskatalog identifizieren. Der Kopf konnte im Juli 2023 nach offensichtlich zwischenzeitlich mehrfachem Besitzerwechsel in Genf sichergestellt werden und wurde im April 2024 durch das Schweizer Bundesamt für Kultur dem ägyptischen Staat zurückgegeben.
Die Außenmauer des Tempels weist an den äußeren Seiten ebenfalls Reliefs auf. So sind an der Nordwest- und der Südwestwand detaillierte Szenen der Schlacht bei Kadesch eingearbeitet, bei der die Ägypter unter Ramses II. den Hethitern gegenüberstanden. Der Ausgang der Schlacht wurde von Ramses II. als Sieg verherrlicht. Tatsächlich scheint keine der Kriegsparteien Vorteile aus dem Ausgang der Schlacht gezogen zu haben, später kam es zum Abschluss eines Friedensvertrages zwischen Ägyptern und Hethitern. Die Südostwand zeigt Reliefs eines umfangreichen Festkalenders von Feierlichkeiten zu Ehren des Osiris. Ob diese Feste im Tempel Ramses’ II. tatsächlich stattfanden oder ob es sich nur um symbolische Darstellungen handelte, ist nicht bekannt.

Reliefs im Tempel Ramses’ II.
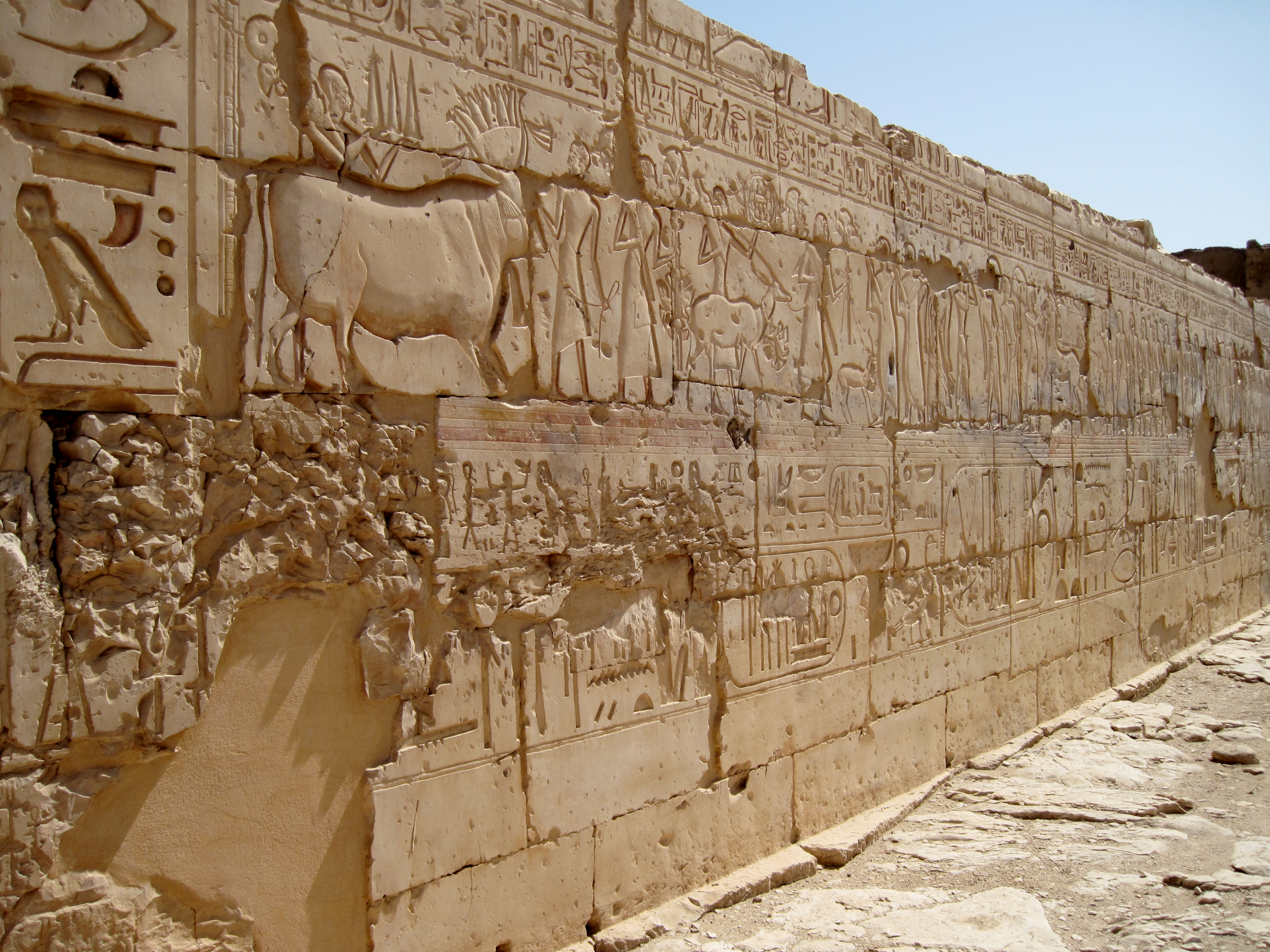
Opferprozession an der Nordostseite des zweiten Hofes
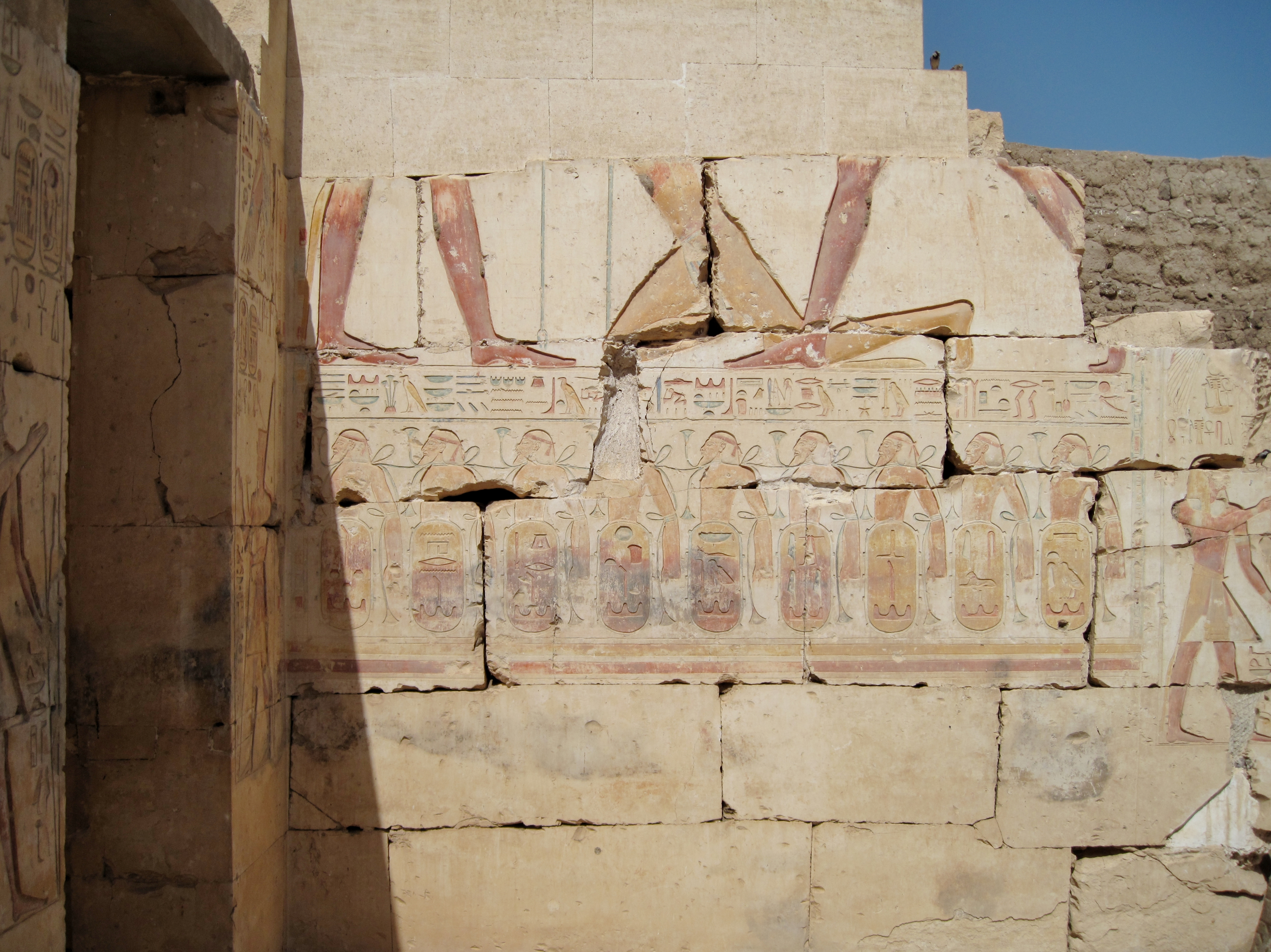
Gefangene Asiaten an der Nordwestwand des Pronaos, darunter ein Keftiu
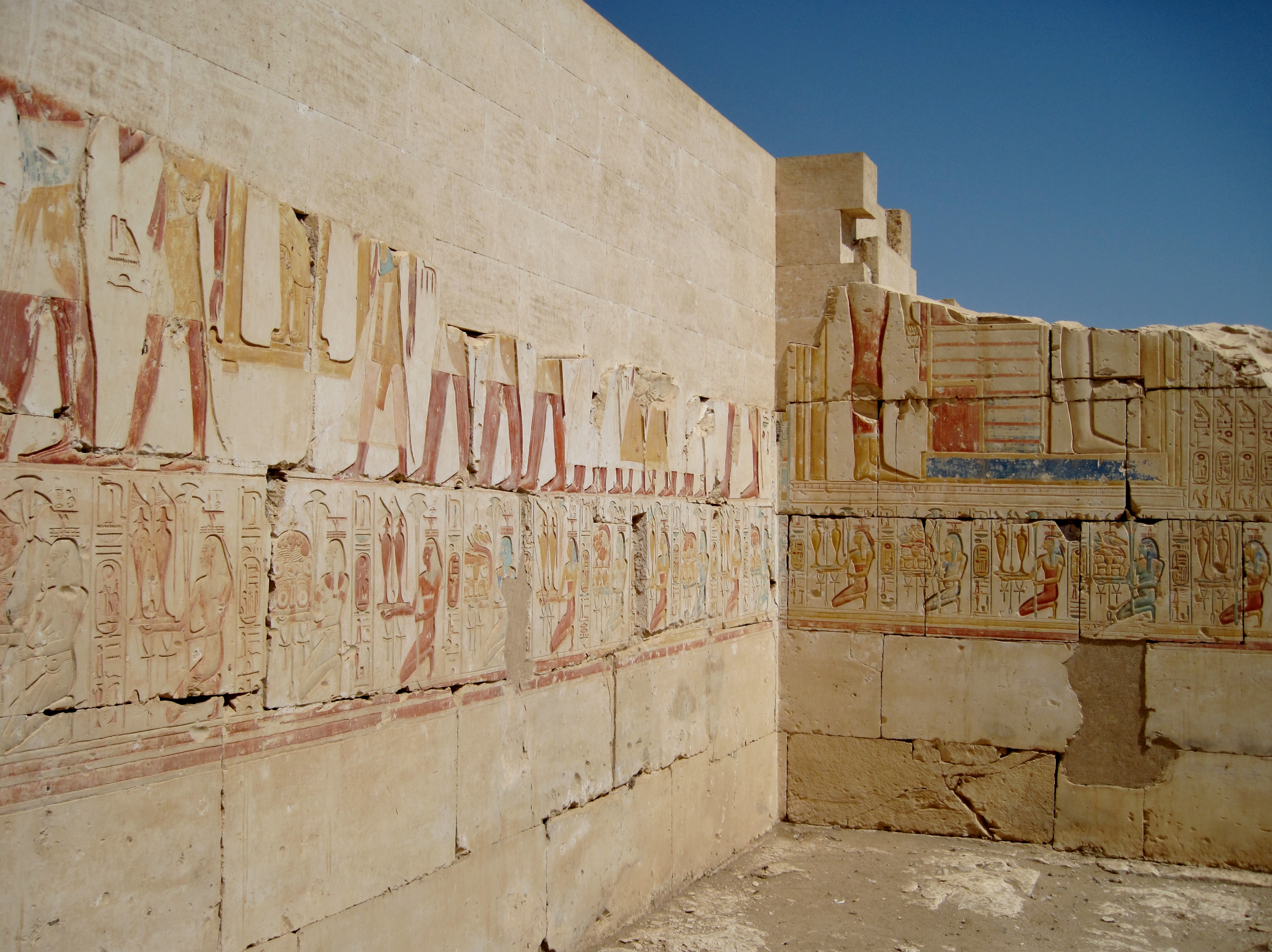
Umlaufender Fries mit Opferdarbringungen in der ersten Pfeilerhalle
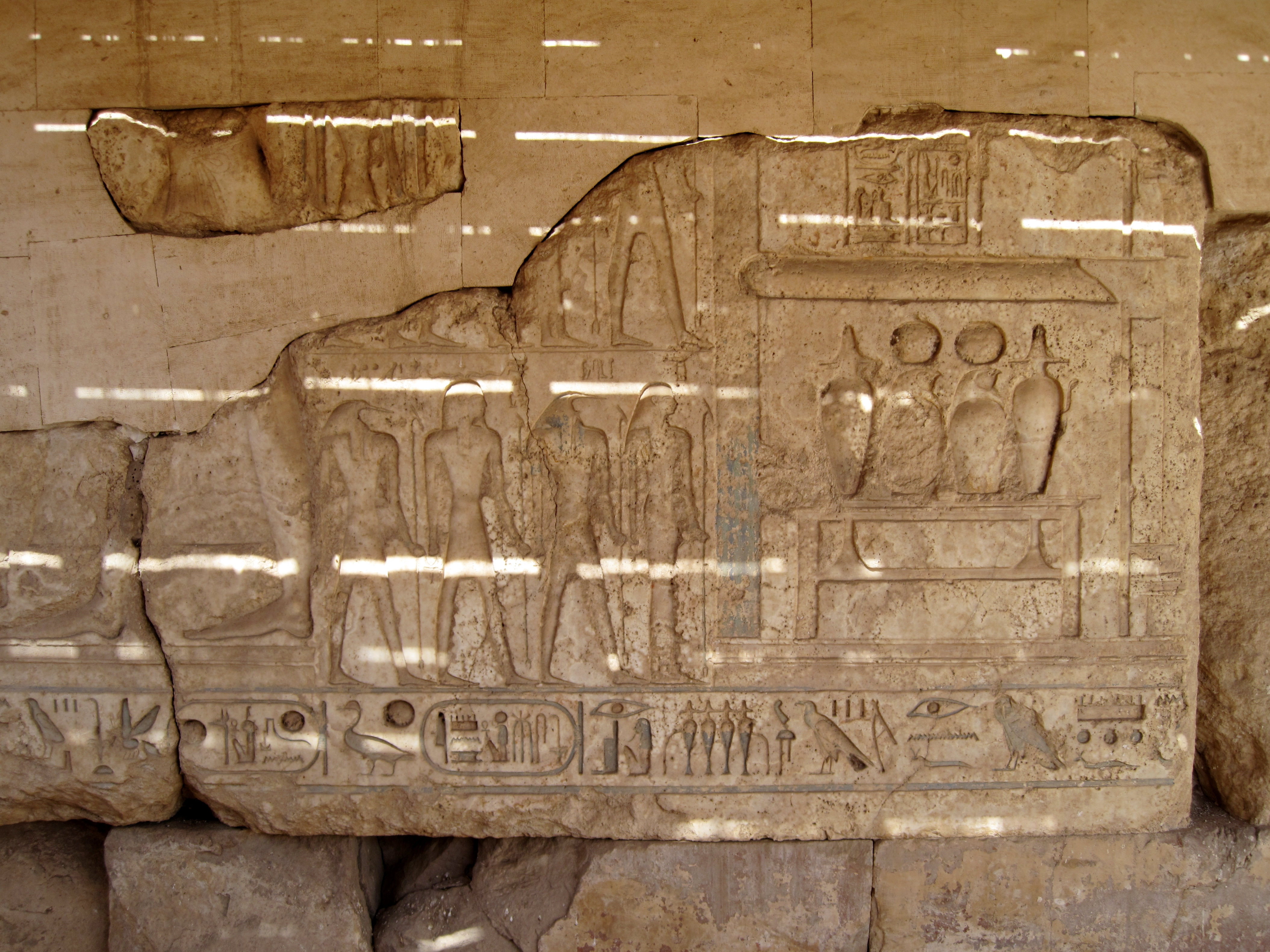
Alabasterauskleidung der Nordwestwand im Heiligtum des Osiris